# جن‌گیر پاپ
جن‌گیر پاپ (انگلیسی: The Pope's Exorcist) فیلم فراطبیعی ترسناک آمریکایی محصول ۲۰۲۳ به کارگردانی جولیوس ایوری و با بازی راسل کرو در نقش کشیش گابریل امورث است. در این فیلم همچنین دنیل زوواتو، الکس اسو و فرانکو نرو ایفای نقش می‌کنند. این فیلم بر اساس شرح حال‌های امورث با عنوان‌های «یک جن‌گیر داستان خود را می‌گوید» و «یک جن‌گیر: داستان‌های بیشتر» ساخته شده‌است.
تولید فیلم در سال ۲۰۲۰، پس از اینکه اسکرین جمز حقوق داستان امورث را خریداری کرد، آغاز شد. پس از جایگزینی کارگردان و بازبینی فیلمنامه، تصویربرداری از اوت تا اکتبر ۲۰۲۲ در ایرلند انجام شد.
جن‌گیر پاپ در ۵ آوریل ۲۰۲۳ در چندین کشور و در ۱۴ آوریل توسط گروه سینمایی سونی پیکچرز در ایالات متحده اکران شد. این فیلم نقدهای متفاوتی از سوی منتقدان دریافت کرد و بیش از ۷۵ میلیون دلار فروش داشته‌است.

## طرح داستان
«پدر روحانی گابریل امورث، جن‌گیر اصلی واتیکان، با شیطان‌هایی که مردم بی‌گناه را تسخیر می‌کنند، می‌جنگد.» پرتره‌ای دقیق از کشیشی که گفته می‌شود در طول زندگی خود بیش از ١۶۰٬۰۰۰ مورد «جن‌گیری» انجام داده‌است.

## بازیگران
- راسل کرو در نقش کشیش گابریل امورث
- دنیل زوواتو در نقش کشیش اسکیبل
- الکس اسو در نقش جولیا
- فرانکو نرو در نقش پاپ
- لورل مارسدن در نقش اِیمی
- پیتر دسوزا-فیگونی در نقش هنری
- کرنل اس. جان در نقش اسقف لومومبا
- رالف اینسون در نقش شیطان (صدا)

## تولید

### توسعه
در اکتبر ۲۰۲۰، اسکرین جمز حقوق داستان کشیش گابریل امورث را با آنجل گومز به عنوان کارگردان به دست آورد. چستر هیستینگز و آر. دین مک‌کریری برای فیلمنامه استخدام شدند. در ژوئن ۲۰۲۲، جولیوس ایوری به عنوان کارگردان همراه با تهیه‌کننده داگ بلگراد از «۲٫۰ انترتینمنت» وارد تولید فیلم شدند. اصلاحات بعدی فیلمنامه توسط مایکل پترونی و ایوان اسپیلیوتوپولوس ارائه شد.

### انتخاب بازیگران
در ژوئن ۲۰۲۲، راسل کرو برای نقش امورث انتخاب شد. ماه بعد، الکس اسو و دنیل زوواتو به بازیگران پیوستند. در ماه سپتامبر، فرانکو نرو در نقش پاپ انتخاب شد، در حالی که لورل مارسدن، کرنل اس. جان، و پیتر دسوزا-فیگونی در نقش‌های نامشخصی به بازیگران اضافه شدند. رالف اینسون صدای شیطان را بر عهده دارد.

### فیلم‌برداری
تصویربرداری اصلی از اوت تا اکتبر ۲۰۲۲ در دوبلین و لیمریک، ایرلند انجام شد. صحنه‌ها با حضور کرو در کالج ترینیتی در دوبلین فیلمبرداری شد.

## انتشار
جن‌گیر پاپ در تاریخ ۱۴ آوریل ۲۰۲۳ توسط گروه سینمایی سونی پیکچرز در ایالات متحده اکران شد.

## بازخورد
در وبگاه جمع‌آوری نقد راتن تومیتوز، ٪۵۰ از ۸۶ بررسی منتقدان مثبت است و میانگینِ امتیاز آن ۵٫۱/۱۰ است. اجماع این وبگاه چنین می‌نویسد: «دومینوس کرو! جن‌گیر پاپ از بسیاری جهات یک فیلم ترسناک مقدس استاندارد است، اما اجرای تقدیس‌شدهٔ ستارهٔ آن پاسخ دعای بسیاری از بینندگان خواهد بود.» این فیلم در متاکریتیک که از میانگین وزنی استفاده می‌کند، بر اساس نظر ۱۹ منتقدین امتیاز ۴۵ از ۱۰۰ را کسب کرده که نشان‌گر «نقدهای مختلط یا متوسط» است. تماشاگرانی که توسط پست‌ترک مورد نظرسنجی قرار گرفتند به فیلم امتیاز مثبت ۷۹ درصد دادند، در حالی که مخاطبان سینماسکور به آن امتیاز «B-» در مقیاس «A+» تا «F» اعطا کردند.

## دنباله
در ۲۵ آوریل ۲۰۲۳، یازده روز پس از اکران در سینما، بلادی دیسگاستینگ اعلام کرد که دنبالهٔ این فیلم در مراحل اولیهٔ توسعه قرار دارد و انتظار می‌رود کرو دوباره نقش خود را بازی کند.